# Александар Флашар
Александар (Игњата) Флашар (Београд, 28. август 1926 — Београд, 30. октобар 2000) је био професор Факултета техничких наука у Новом Саду.
- Научно подручје:	Грађевинарство
- Ужа научна област:	Организација, технологија и економика грађења

## Биографија
Рођен је 1926. године у службеничкој породици у Београду где је завршио и гимназију. Њихова је Кућа Флашар у Београду. По националности је Чех. Новембра 1944. године ступио у НОВ и био у оперативним јединицама прве армије ЈНА до краја рата. Демобилисан је у марту 1946. године. У јесен те године уписао се на Грађевински факултет у Београду, где је на конструктивном одсеку дипломирао 1953. године. Овлашћени је инжењер за извођење грађевинских објеката и радова (1956) и овлашћени пројектант за пројектовање (1962).
У јулу 1947. године, као студент, запослио се у Републичком грађевинском предузећу „Београд“ у Београду. Године 1947. постао је шеф градилишта на официрском хотелу на Дедињу. Од јануара 1948. до марта 1949. године је шеф градилишта велике стамбене зграде Савезне планске комисије. Од априла 1949. године до краја 1950. године води занатске радове у техничкој дирекцији предузећа, поред осталог и на градилиштима Фабрике вагона ГОША у Смедеревској Паланци, и фабрици керамике, азбеста и машина у Младеновцу. Био је члан првог радничког савета Г. П. „Београд“ 1950. године.
Од јануара 1951. године Г. П. „Београд“ фузијом се прикључује Г. П. „РАД Београд“. До краја 1952. године на дужности је шефа техничке службе у дирекцији Г. П. РАД. Радећи у тој служби учествовао је на изградњи више великих инвестиционих објеката као што су реконструкција САРТИД-а и изградња ФАГРАМ-у у Смедереву, Стадиона ЈНА у Београду, фабрике цемента у Поповцу, реконструкција рудника Мајданпек, изградња фабрика шамота и електропорцелана у Аранђеловцу, и изградња више стамбених зграда и насеља. Од јануара до августа 1953. године је на дужности инструктора у техничкој служби предузећа, завршио је факултет и дипломирао.
Од августа до новембра 1953. године је био шеф сектора а од децембра 1953. до јуна 1956. године управник градње на изградњи „ТЕ Какањ“. Од јула 1956. године до августа 1959. године био је управник градње „Врбас“ (Војводина) и руководио изградњом више великих објеката међу којима су кланица и хладњача „КАРНЕКС“, реконструкција шећерана „Врбас“ и „Црвенка“, млинови и силоси у Бечеју, Шапцу, Ловћенцу и Бачкој Тополи, Ловачки дом у Карађорђеву, покретни мостови на каналу ДТД, реконструкција фабрике дувана у Зрењанину, стамбене зграде у Врбасу и Сомбору и др.
Од септембра 1959. године до децембра 1961. године је на дужности главног инжењера за оперативу Г. П. „РАД Београд“. На нивоу предузећа руководио је изградњом великих индустријских објеката међу којима се помињу изградња фабрике сумпорне киселине и рудника Бор, друга фаза фабрике вискозе у Лозници, прва фаза изградње хемијске индустрије у Панчеву, прва фаза „ТЕ Косово“, зграде СИВ и ЦК на Новом Београду, више од 15 великих силоса за житарице у Војводини, Србији и Хрватској, подруми за вино на Палићу, у Неготину и Вршцу, неколико стамбених блокова на Новом Београду, и већи број других појединачних објеката високоградње.
Од јануара до маја 1962. године борави у САД и Канади на специјализацији. Затим је, од јуна 1962. до децембра 1966. године био главни инжењер Г. П. РАД Београд за организацију и координацију грађења, у чијој се надлежности налази и биро за студије предузећа. Од 1963. до 1966. године на тој дужности из Београда координирао је и радове на фабрици стакла у Новом Бору у Чехословачкој. Пројектовао је велики број изведених пројеката технологије и организације грађења.
Од 1962. до 1966. године био је спољни члан савета Института ИМС у Београду. Као представник Г. П. РАД учествовао у формирању Пословних удружења „ИНПРОС“ и „ЈИНигеријаАП“. Затим је више година учествовао у раду њихових органа управљања.
Јануара 1967. године прешао је у Институт за испитивање материјала „СРС“ у Београду, изабран је за научног сарадника и шефа одељења за пројектовање и студије у зградарству. Од јануара 1970. године до јануара 1976. године био је технички директор „ИМС“. После преласка ИМС на ООУР од јануара 1976. до јануара 1977. године је био директор „ООУР Центра за камен и грађевинску керамику“ у ИМС. У ИМС је радио на студијама из области грађевинских материјала, зградарства и урбанизма, и на пројектовању конструкција зграда. Нарочито се бави префабрикацијом, монажом и индустријализацијом грађења.
Као представник ИМС био је у једном мандату спољни члан „Савета Грађевинског факултета у Београду“, члан комисије за грађевинарство Привредне коморе Београда и вишегодишњи члан комисије за научни рад Савета за грађевинарство Привредне коморе Југославије. Био је Члан комисије за грађевинарство „Фонда за научни рад Србије“. Четири године био је председник извршног одбора Пословног удружења „ЈИНигеријаАП“ у Београду.
Године 1976. је по позиву изабран за редовног професора на Факултету техничких наука у Новом Саду за ужу научну област организација и технологија грађења. Од фебруара 1977. године радио је на факултету у настави, науци и сарадњи са привредом. Поред Новог Сада држао је више година и редовну наставу на Грађевинском факултету у Суботици и на „Пољопривредном факултету у Новом Саду“. Држао је предавања на последипломским студијама на грађевинским факултетима у Новом Саду, Београду, Нишу, Сарајеву, Загребу и Марибору, где је био и ментор и/или члан комисије за одбрану магистарских теза и докторских дисертација.
Маја 1992. године отишао је у пензију али је и даље сарађивао са својим факултетом у научноистраживачком раду и повремено држао наставу на последипломским студијама.
Током 15 година био је шеф катедре за производне системе на грађевинском одсеку ФТН у Новом Саду. Од 1976. до 1982. године, у три изборна периода, био је директор Института за индустријску градњу ФТН. Од 1978. до 1980. године био је продекан за финансије а 1984. и 1985. године председник савета факултета. Од 1989. до 1992. године био је председник научнонаставног већа грађевинског одсека ФТН.
Као представник ФТН више година био члан председништва Заједнице грађевинских факултета Југославије. Учествовао у формирању Пословног удружења „ПАНОНИЈА-ИНигеријаАП“ у Новом Саду и био представник ФТН у његовом савету.
Више од три деценије активно је радио на изради и унапређењу југословенске стандардизације у грађевинарству, био је члан и/или председник већег броја комисија за техничке прописе и ЈУС и две године председник координационе комисије за грађевинарство у Савезном заводу за стандардизацију.
Објавио је 4 књиге и више од 200 научних и стручних радова у земљи и иностранству из области организације, технологије и економике грађења, оперативних истраживања, зградарства и грађевинских материјала.
Био је експерт Савезног министарства за науку, технологију и развој за грађевинско инжењерство (1994. год) за области технологија и орагнизација грађевинарства, префабрикација, монтажа и индустријализација грађења, грађевински материјали, контрола квалитета и зградарство.
У Југословенском грађевинском центру од 1960. године учествовао је у организацији и одржавању курсева и саветовања за унапређење знања инжењера и техничара у грађевинарству који су одржавани у Београду и широм бивше СФРЈ. Организовао је велики број научних и стручних скупова у ИМС, ФТН Нови Сад, СГИТЈ, ЈУДИМК, СГИТС и појединим стручним пословним удружењима.
Био је члан редакционог одбора часописа „ДГА“ Југословенског грађевинског центра, издања предузећа „Грађевинска књига“ у Београду и часописа „Саопштења Института ИМС“, као и председник издавачког савета Грађевинског календара СИТЈ. Од 1981. до 1992. године је био главни и одговорни уредник свих издања грађевинског одсека Факултета техничких наука у Новом Саду.
Од 1963. године је био члан Редакционог одбора часописа „Изградња“ и до краја деведесетих година XX века је био члан уредништва тог часописа. Од 1984. године је главни и одговорни уредник тог часописа.
Више од 50 година је био активан члан Савеза грађевинских инжењера и техничара. Био је у више мандата (укупно 12 година) члан Извршног одбора и Председништва СГИТ Југославије, председник Југословенског друштва за истраживање и испитивање материјала и конструкција Југославије ЈУДИМК био је у два мандата. Заслужни и почасни је члан Савеза грађевинских инжењера и техничара Југославије и ЈУДИМК-а, заслужни је члан Савеза инжењера и техничара Србије и почасни члан Друштва грађевинских инжењера Новог Сада
Одликован је медаљом заслуге за народ 1945, медаљом рада (1949. год.) и орденом рада трећег степена (1956. год.).

## Педагошка Делатност
- Редовна настава ВИИ степена

Године 1971. учествовао у планирању и програмирању одсека за индустријску градњу ФТН, изради наставног плана и програма.
Од 1977. године планирао, програмирао, поставио и предавао нове наставне предмете из области индустријске градње:
- - Производни системи у грађевинарству
  - Префабрикација бетонских елемената
  - Технологија монтаже грађевинских објеката
  - Контрола квалитета у грађевинарству

Највећи део садржаја ових предмета не предаје се ни на једном другом грађевинском факултету у земљи.
Последипломска настава
- Постдипломска Настава:
  - На ФТН грађевински одсек од 1979. године поставио је и одржао пет последипломских курсева „Индустријске методе у грађевинарству“.
  - На Гређевинском факултету Београд од 1970. године поставио и одржао осам последипломских курсева „Индустријализација грађења и префабрикација“.
  - На Факултету грађевинских знаности Загреб 1982. и 1985. године одржао два курса „Савремена технологија грађења“.
  - На Грађевинском факултету Ниш 1979. и 1981. године поставио и одржао два последипломска курса „Индустријске методе производње и монтаже“,

а од 1980. године поставио и одржао четири последипломска курса „Економија грађевинарства са методама контроле квалитета“.
- - На Техничком факултету Марибор, грађевиски одсек, поставио последипломски курс „Изабрана поглавља из организације грађевинске производње“.

- Докторати:

Као ментор на ФТН Нови Сад, Грађевинском факултету Београд и Техничком факултету Марибор водио осам магистарских радова. Као члан комисије
за оцену и одбрану магистарског рада учествовао на четрнаест одбрана на ФТН Нови Сад, Грађевинском факултеету Београд, Грађевинском факултету Ниш и Техничком факултету Марибор.
- Комисије за избор наставника и сарадника:

Као ментор на ФТН Нови Сад водио четири докторске дисертације. Био председник комисије за оцену и одбрану две докторске дисертације
на Грађевинском факултету Ниш и Сарајево, и члан комисије за оцену и одбрану једне докторске дисертације на ФТН Нови Сад.
Комисије за избор наставника и сарадника
Као председник или члан комисије учествовао у избору четрнаест наставника свих звања и девет асистената на Факултету техничких наука у Новом Саду,
Техничком факултету у Марибору и Грађевинским Факултетима Загреб, Љубљана, Сарајево и Ниш.

## Научна и Стручна Делатност
- Објављене књиге 4
- Објављени прилози у монографијама 7
- Објављени научни и стручни радови:
  - у земљи 110
  - у иностранству 11
- Научноистраживачки пројекти и теме 50
- Пројекти из ОНО и ДСЗ 2
- Велико искуство и бројни реализовани грађевински објекти.
- Дугогодишњи рад на техничкој регулативи.
- Пројектоване и реализоване фабрике и погони за префабрикацију бетонских елемената.

## Друштвене Активности
Активан друштвено-стручан радник у Савезу инжењера и техничара Југославије, односно специјализованиим савезима и друштвима, са бројним признањима у овој области. У организацијама у којима је радио био члан бројних самоуправних тела. Био председник Савета Факултета техничких наука у Новом Саду. Председник координационе комисије за грађевинарство у Савезном заводу за стандардизацију.
Главни и одговорни уредник часописа „Изградња“ у Београду. Члан председништва Заједнице грађевинских факултета Југославије.